# Otto Ruben Svensson
Otto Ruben Svensson är en fiktiv företagare och brevskrivare, vars korrespondens redovisas i böckerna Otto Ruben Svensson brev och Otto Ruben Svensson - Kunglig hovleverantör utgivna 1984 och 1985. I början på 1990-talet berättades att det var Robert Aschberg som stod bakom pseudonymen, breven och böckerna. I samband med det gavs boken Ruben Svenssons bästa ut år 1993. Robert Aschberg var anställd som journalist på Expressen när de första böckerna gavs ut och valde att inte framträda med sitt namn i böckerna när han var anställd där.
Otto Ruben Svensson kan bäst beskrivas som en äldre svensk man, född den 1 januari 1929 i Stockholm. Bland intressena kan nämnas bridge, kungligheter, krigsfilmer, skatteplanering samt vitsar. Han driver en egen firma som handlar med damunderkläder, raffset och hundkläder, främst importerade från Bulgarien. Han anpassar beskrivningen av sig själv beroende på mottagaren. Då han själv ofta befinner sig på försäljningsresa är det hans fru Lillemor som sköter det administrativa.
I breven har författaren skrivit ett antal påflugna, insmickrande eller oförskämda brev och dessa publiceras tillsammans med svaret från mottagaren.

## Exempel på skickade brev
- Till meteorolog John Pohlman med förslag på vitsar att dra i samband med väderleksrapporten
  - Faktura på 108 kronor till Sveriges Television efter att vitsarna framförts av Tomas Bolme i ett nöjesprogram
  - Påminnelse på ovanstående obetalda faktura
- Till Franska Ambassaden i Stockholm angående uppgifter om fransk massage och massageinstitut
  - Till Sveriges ambassadör i Paris Carl Lidbom angående fransk massage
- Beundrarbrev till Sven Stolpe
- Till partiledare Ulf Adelsohn med frågor om den svenska u-hjälpen
- Till FN:s generalsekreterare Javier Pérez de Cuéllar med rekommendation att Ulf Adelsohn skall få FN-uppdrag inom fred.
- Till FN-ambassadör Anders Ferm angående brevet till Javier Pérez de Cuéllar
- Till finansminister Kjell-Olof Feldt angående lyxskatt på damnylon och gummiartiklar
- Till riksmarskalken angående utnämning till kunglig hovleverantör
- Till krögare Carl-Jan Granqvist angående middag och eskortservice på Grythyttans gästgiveri.
- Brev samt 1000:- till Café Opera angående att få gå före i kön in till restaurangen
- Till Skattemyndigheten angående skattebefrielse
- Till Carola Häggkvist angående raffsetet Carolas utmaning
- Till föreningen Riddarhuset angående medlemskap.

I många brev har han bifogat pengar, oftast 100:-, antingen som en muta eller uppmuntran. Oftast kom pengarna tillbaka tillsammans med svarsbrevet.